# Championnats d'Amérique centrale et des Caraïbes d'athlétisme 1989
Les 12es Championnats d'Amérique centrale et des Caraïbes d'athlétisme ont eu lieu à San Juan, sur l'île de Porto Rico, en 1989. 

## Résultats

### Hommes
| Épreuve | Or                                                            | Or                 | Argent                    | Argent          | Bronze                           | Bronze          |
| --- | ------------------------------------------------------------- | ------------------ | ------------------------- | --------------- | -------------------------------- | --------------- |
| 100 m | Joel Isasi Cuba                                               | 10 s 33            | Andrés Simón Cuba         | 10 s 34         | Andrew Smith Jamaïque            | 10 s 47         |
| 200 m | Edgardo Guilbe Porto Rico                                     | 20 s 53 CR         | Clive Wright Jamaïque     | 20 s 55         | Patrick O'Connor Jamaïque        | 20 s 95         |
| 400 m | Roberto Hernández Cuba                                        | 44 s 84 CR         | Lázaro Martínez Cuba      | 45 s 56         | Seibert Straughn Barbade         | 45 s 63         |
| 800 m | Jorge Rosales Cuba                                            | 1 min 50 s 24      | Luis Toledo Mexique       | 1 min 50 s 29   | Jorge Irizarry Porto Rico        | 1 min 51 s 33   |
| 1 500 m | Linton McKenzie Jamaïque                                      | 3 min 41 s 27 CR   | José López Venezuela      | 3 min 41 s 56   | José Isaac Cuba                  | 3 min 42 s 30   |
| 5 000 m | Armando Quintanilla Mexique                                   | 14 min 10 s 00     | Ignacio Fragoso Mexique   | 14 min 28 s 50  | José Morales Guatemala           | 14 min 35 s 00  |
| 10 000 m | Salvador Parra Mexique                                        | 29 min 29 s 73 CR  | Alberto Cuba Cuba         | 29 min 36 s 48  | Oscar González Venezuela         | 29 min 48 s 00  |
| Semi-marathon | Salvador García Mexique                                       | 1 h 07 min 56 s    | César Mercado Porto Rico  | 1 h 08 min 38 s | Horacio Cabrera Mexique          | 1 h 08 min 41 s |
| 3000 m steeple | Juan Ramón Conde Cuba                                         | 8 min 48 s 13      | Adalberto Vélez Mexique   | 8 min 48 s 19   | José Martínez Venezuela          | 8 min 51 s 81   |
| 110 m haies | Emilio Valle Cuba                                             | 13 s 48 CR         | Andrew Parker Jamaïque    | 13 s 89         | Elvis Cedeño Venezuela           | 14 s 09         |
| 400 m haies | Domingo Cordero Porto Rico                                    | 50 s 22            | Juan Gutiérrez Mexique    | 50 s 80         | Wilfredo Ferrer Venezuela        | 50 s 95         |
| Saut en hauteur | Javier Sotomayor Cuba                                         | 2,44 m CR          | Troy Kemp Bahamas         | 2,26 m          | Antonio Burgos Porto Rico        | 2,24 m          |
| Saut à la perche | Ángel García Cuba                                             | 4,95 m             | Miguel Escoto Mexique     | 4,85 m          | Konstantín Zagustín Venezuela    | 4,60 m          |
| Saut en longueur | Jaime Jefferson Cuba                                          | 7,96 m             | Luis Bueno Cuba           | 7,92 m          | Elmer Williams Porto Rico        | 7,78 m          |
| Triple saut | Jorge Reyna Cuba                                              | 17,12 m CR         | Juan Miguel López Cuba    | 16,54 m         | Steve Hanna Bahamas              | 16,07 m         |
| Lancer du poids | Jorge Montenegro Cuba                                         | 17,49 m            | Samuel Crespo Porto Rico  | 17,25 m         | Hubert Maingot Trinité-et-Tobago | 16,39 m         |
| Lancer du disque | Roberto Moya Cuba                                             | 62,12 m            | Gabriel Pedroso Cuba      | 56,86 m         | Samuel Crespo Porto Rico         | 51,00 m         |
| Lancer du marteau | René Díaz Cuba                                                | 62,90 m            | Guillermo Guzmán Mexique  | 59,56 m         | Eddy Concepción Cuba             | 57,00 m         |
| Lancer du javelot | Ramón González Cuba                                           | 78,64 m CR         | Héctor Duharte Cuba       | 74,74 m         | Luis Carrasco Venezuela          | 66,32 m         |
| Décathlon | Antonio Greene Bahamas                                        | 7 421 pts NR       | Miguel Valle Álvarez Cuba | 7 254 pts       | José Velázquez Venezuela         | 7 083 pts       |
| 20 km marche | Martín Bermúdez Mexique                                       | 1 h 28 min 11 s CR | Ernesto Canto Mexique     | 1 h 29 min 02 s | Daniel Vargas Cuba               | 1 h 30 min 42 s |
| 4 × 100 m | Jamaïque John Mair Andrew Smith Patrick O'Connor Clive Wright | 39 s 51            | Cuba                      | 39 s 89         | Porto Rico                       | 40 s 7          |
| 4 × 400 m | Cuba                                                          | 3 min 04 s 90      | Jamaïque                  | 3 min 05 s 57   | Porto Rico                       | 3 min 12 s 70   |
| Records et Performances - AR : Record continental (area record) - CR : Record des championnats (championship record) - MR : Record du meeting (meet record) - NR : Record national (national record) - OR : Record olympique (olympic record) - PR : Record paralympique (paralympic record) - PB : Record personnel (personal best) - SB : Meilleure performance personnelle de la saison (season's best) - WL : Meilleure performance mondiale de l'année (world leader) - WJR : Record du monde junior (world junior record) - WR : Record du monde (world record) Circonstances et Conditions - DNF : N'a pas terminé (did not finish) - DNS : N'a pas pris le départ (did not start) - DQ : Disqualification (disqualification) - NM : Aucun essai valable enregistré (No Mark) - Q : Qualifié « directement » au prochain tour (ou à la prochaine compétition), lors d'une compétition majeure, grâce au classement ou à la réalisation des minima (automatic qualifier) - q : Qualifié au prochain tour (ou à la prochaine compétition), lors d'une compétition majeure, grâce au repêchage ou à la réalisation de l'une des meilleures performances parmi celles des « non qualifiés directement » (grâce au meilleur temps ou à la meilleure distance par exemple) (secondary qualifier) |                                                               |                    |                           |                 |                                  |                 |

### Femmes
| Épreuve | Or                            | Or                | Argent                             | Argent         | Bronze                              | Bronze                              |
| --- | ----------------------------- | ----------------- | ---------------------------------- | -------------- | ----------------------------------- | ----------------------------------- |
| 100 m | Pauline Davis Bahamas         | 11 s 25           | Liliana Allen Cuba                 | 11 s 32        | Angela Williams Trinité-et-Tobago   | 11 s 51                             |
| 200 m | Grace Jackson Jamaïque        | 22 s 36 CR        | Angela Williams Trinité-et-Tobago  | 23 s 01        | Liliana Allen Cuba                  | 23 s 27                             |
| 400 m | Ana Fidelia Quirot Cuba       | 50 s 63 CR        | Angela Joseph Trinité-et-Tobago    | 52 s 40        | Grace Jackson Jamaïque              | 53 s 00                             |
| 800 m | Ana Fidelia Quirot Cuba       | 2 min 02 s 24 CR  | Donna-Mae Bean Bermudes            | 2 min 12 s 10  | Sonia Escalera Porto Rico           | 2 min 12 s 60                       |
| 1 500 m | Milagro Rodríguez Cuba        | 4 min 24 s 37     | Olga Ávalos Mexique                | 4 min 27 s 40  | Lorie Ann Adams Guyana              | 4 min 38 s 90                       |
| 3 000 m | María del Carmen Díaz Mexique | 9 min 34 s 00 CR  | Milagro Rodríguez Cuba             | 9 min 36 s 30  | Olga Ávalos Mexique                 | 9 min 39 s 20                       |
| 10 000 m | Araceli Salas Mexique         | 35 min 15 s 90    | Maribel Durruty Cuba               | 35 min 27 s 70 | Santa Velázquez Mexique             | 35 min 43 s 50                      |
| 100 m haies | Odalys Adams Cuba             | 13 s 01 CR        | Aliuska López Cuba                 | 13 s 33        | Michelle Freeman Jamaïque           | 13 s 64                             |
| 400 m haies | Elsa Jiménez Cuba             | 58 s 03           | Monique Millar Bahamas             | 1 min 00 s 81  | Alejandra Quintanar Mexique         | 1 min 01 s 25                       |
| Saut en hauteur | Silvia Costa Cuba             | 1,85 m            | Ioamnet Quintero Cuba              | 1,80 m         | Mayra Medina Porto Rico             | 1,70 m                              |
| Saut en longueur | Eloína Echevarría Cuba        | 6,59 m            | Euphemia Huggins Trinité-et-Tobago | 6,47 m         | Daphne Saunders Bahamas             | 6,41 m                              |
| Lancer du poids | Herminia Fernández Cuba       | 16,07 m           | Idalmis Leyva Cuba                 | 14,17 m        | Virginia Salomón Venezuela          | 14,12 m                             |
| Lancer du disque | Idalmis Leyva Cuba            | 58,76 m           | Olga Gómez Cuba                    | 55,16 m        | Denise Taylor Bahamas               | 39,90 m                             |
| Lancer du javelot | Laverne Eve Bahamas           | 62,42 m           | Dulce García Cuba                  | 61,18 m        | Herminia Bouza Cuba                 | 57,82 m                             |
| Heptathlon | Yolaida Pompa Cuba            | 5 224 pts         | Dornel Butler Bahamas              | 5 053 pts      | Lucila Carmona Mexique              | 4 388 pts                           |
| 10 000 m marche | Graciela Mendoza Mexique      | 48 min 19 s 28 CR | Maricela Chávez Mexique            | 51 min 53 s 87 | Seulement deux médailles attribuées | Seulement deux médailles attribuées |
| 4 × 100 m | Cuba                          | 45 s 12           | Bahamas                            | 46 s 50        | Porto Rico                          | 49 s 46                             |
| 4 × 400 m | Cuba                          | 3 min 34 s 46     | Bahamas                            | 3 min 39 s 46  | Porto Rico                          | 3 min 53 s 10                       |
| Records et Performances - AR : Record continental (area record) - CR : Record des championnats (championship record) - MR : Record du meeting (meet record) - NR : Record national (national record) - OR : Record olympique (olympic record) - PR : Record paralympique (paralympic record) - PB : Record personnel (personal best) - SB : Meilleure performance personnelle de la saison (season's best) - WL : Meilleure performance mondiale de l'année (world leader) - WJR : Record du monde junior (world junior record) - WR : Record du monde (world record) Circonstances et Conditions - DNF : N'a pas terminé (did not finish) - DNS : N'a pas pris le départ (did not start) - DQ : Disqualification (disqualification) - NM : Aucun essai valable enregistré (No Mark) - Q : Qualifié « directement » au prochain tour (ou à la prochaine compétition), lors d'une compétition majeure, grâce au classement ou à la réalisation des minima (automatic qualifier) - q : Qualifié au prochain tour (ou à la prochaine compétition), lors d'une compétition majeure, grâce au repêchage ou à la réalisation de l'une des meilleures performances parmi celles des « non qualifiés directement » (grâce au meilleur temps ou à la meilleure distance par exemple) (secondary qualifier) |                               |                   |                                    |                |                                     |                                     |

## Tableau des médailles
| Rang | Nation            | Or | Argent | Bronze | Total |
| ---- | ----------------- | -- | ------ | ------ | ----- |
| 1    | Cuba              | 26 | 17     | 5      | 48    |
| 2    | Mexique           | 7  | 9      | 5      | 21    |
| 3    | Bahamas           | 3  | 5      | 3      | 11    |
| 4    | Jamaïque          | 3  | 3      | 4      | 10    |
| 5    | Porto Rico        | 2  | 2      | 10     | 14    |
| 6    | Trinité-et-Tobago | 0  | 3      | 2      | 5     |
| 7    | Venezuela         | 0  | 1      | 8      | 9     |
| 8    | Bermudes          | 0  | 1      | 0      | 1     |
| 9    | Guatemala         | 0  | 0      | 1      | 1     |
| 9    | Guyana            | 0  | 0      | 1      | 1     |
| 9    | Barbade           | 0  | 0      | 1      | 1     |